# 大分県庁舎

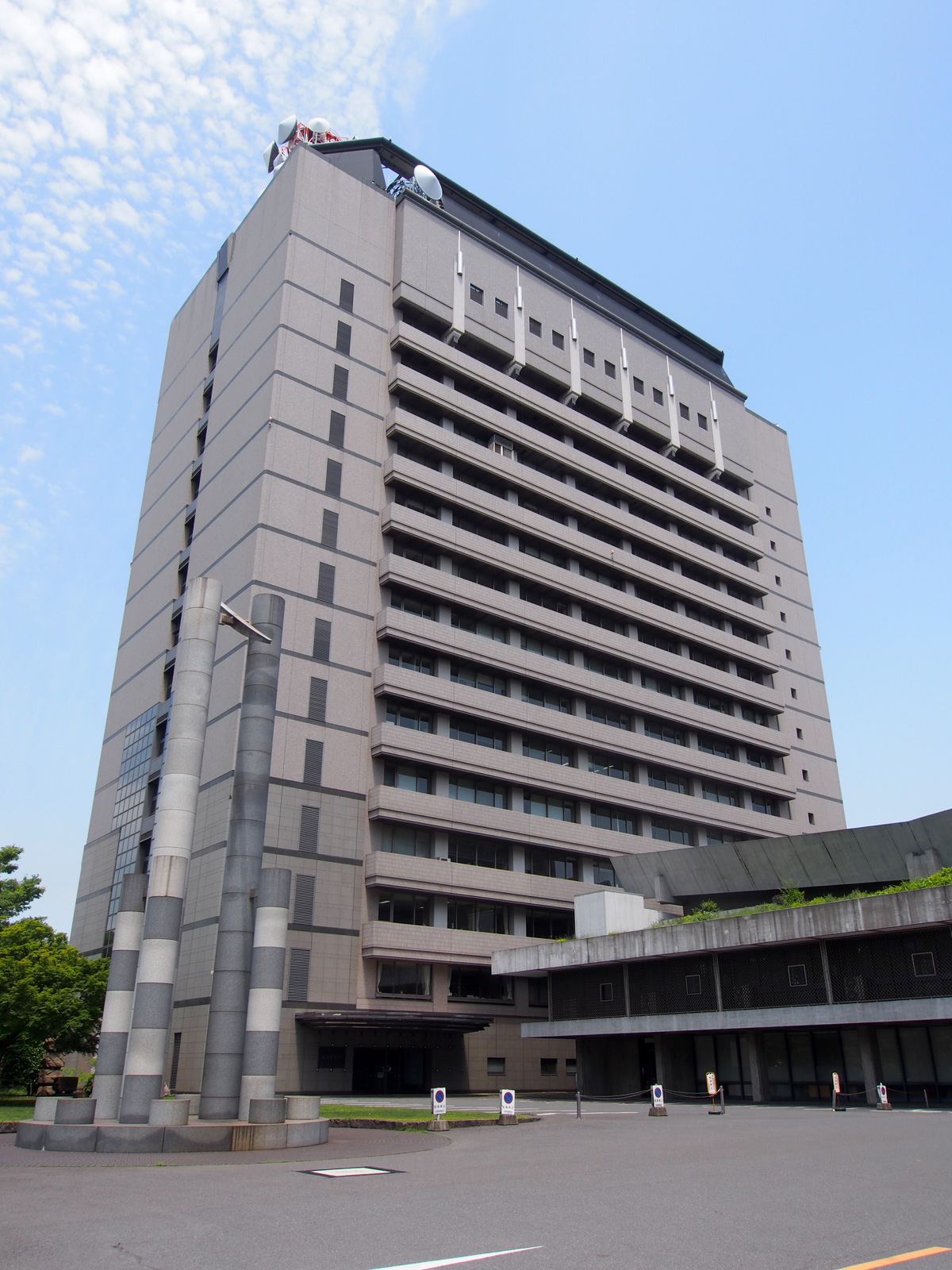
大分県庁舎新館

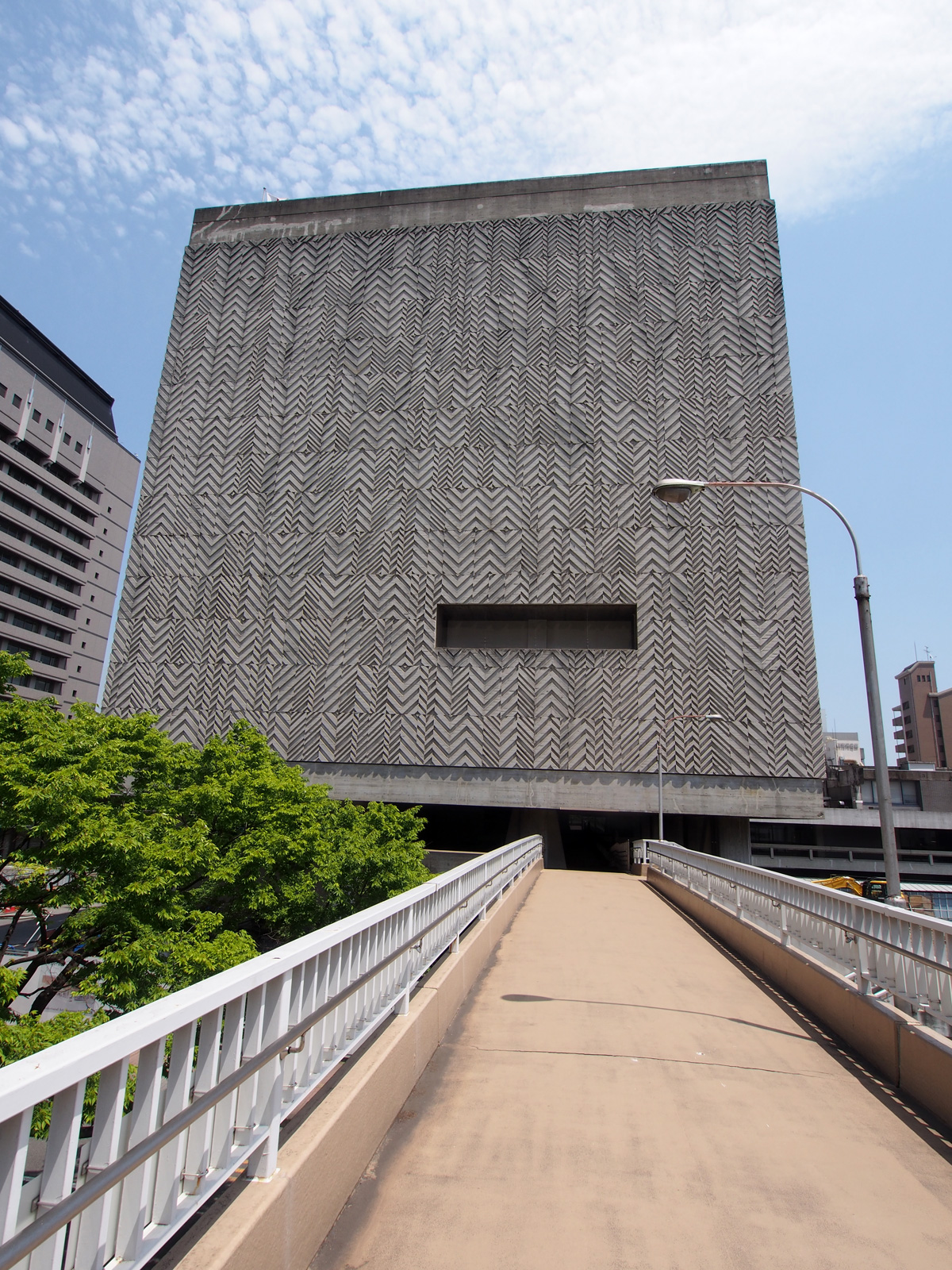
大分県庁舎本館レリーフ

大分県庁舎（おおいたけんちょうしゃ）は、大分県大分市大手町にある広域自治体たる大分県の役所（大分県庁）の本庁舎およびその別庁舎群の総称である。

## 概要
かつて府内城があった城址公園から国道197号（昭和通り）を隔てて南側に所在する。国道197号沿いに新館、その南側に本館があり、遊歩公園（大手通り）を挟んでこれらの西側に別館が位置している。また、市町村会館6階にも一部の部局が入居している。
1962年に竣工した本館は、安田臣を代表とする建設省九州地方建設局営繕部の設計で、同年の日本建築学会賞作品賞を受賞している。高層棟の足許をピロティとし、これを議会などを配した低層棟が直交して貫く三次元的な空間構成が特徴である。高層棟の妻側の壁は、「恋矢車」と題された流政之によるレリーフで飾られている。2022年、本館はDOCOMOMO JAPAN選定 日本におけるモダン・ムーブメントの建築に認定される。
本館1階の県民室、喫茶、別館9階のレストラン、新館14階の展望ロビー、同13階の展望レストランは開放されており、一般の利用が可能である。

## 歴史
- 1872年（明治5年） - 府内城内に大分県庁が置かれる[3]。
- 1921年（大正10年）11月26日 - 府内城内堀を埋め立て新県庁舎竣工[3]。
- 1948年（昭和23年）2月9日 - 火災により分館（約1,300m2）焼失[3]。
- 1960年（昭和35年）12月26日 - 県庁舎（現県庁舎本館）着工[3]。
- 1962年（昭和37年）11月10日 - 県庁舎竣工[3]。
- 1972年（昭和47年）7月5日 - 大分総合庁舎（現県庁舎別館）竣工。
- 1993年（平成5年）9月30日 - 共同庁舎（現県庁舎新館）竣工。
- 1996年（平成8年）3月 - 県庁舎（現県庁舎本館）大改修。
- 2008年（平成20年）8月1日 - 庁舎名を変更。旧県庁舎が県庁舎本館、旧大分総合庁舎が県庁舎別館、旧共同庁舎が県庁舎新館となる。

## 各庁舎の概要

### 本館
- 敷地面積 - 25,977m2
- 延面積 - 30,709m2
- 高さ - 42.7m
- 規模 - 地上9階地下1階[4]

- 設計 - 建設省九州地方建設局営繕部（安田臣）
- 施工 - 梅林建設

### 別館
- 敷地面積 - 4,190m2
- 延面積 - 12,044m2
- 高さ - 35.85m
- 規模 - 地上8階地下1階[4]

### 新館
- 敷地面積 - 25,977m2（本館と共通）
- 延面積 - 25,480m2
- 高さ - 74.55m
- 規模 - 地上16階地下2階[4]

## アクセス
鉄道
- JR九州大分駅から徒歩約15分

バス
- 大分バスまたは大分交通にて県庁前停留所下車[5]